# Луций Венулей Апрониан Октавий Приск (консул 123 года)
Луций Венулей Апрониан Октавий Приск (лат. Lucius Venuleius Apronianus Octavius Priscus) — римский политический деятель первой половины II века.
Род Приска, по всей видимости, происходил из Пизы. Его отцом был консул-суффект 92 года Луций Венулей Монтан Апрониан.
Карьеру Приск начал командиром эскадрона римской кавалерии. В качестве кандидата императора Траяна он находился на постах квестора и претора. В 123 году Приск занимал должность ординарного консула вместе с Квинтом Артикулеем Петином. В 138/139 году он был проконсулом Азии.
Его сыном был консул 168 года Луций Венулей Апрониан Октавий Приск.